# 엠파이어 (2024년 영화)
《엠파이어》(프랑스어: L'Empire)는 2024년 개봉한 SF 코미디 드라마 영화이다. 브뤼노 뒤몽이 감독과 각본을 맡았다. 제74회(2024년) 베를린 국제 영화제 황금곰상 경쟁후보작이다. 제작 과정에서는 배우 캐스팅과 하차, 스크립트 논쟁 등 우여곡절이 있었지만, 결국 리나 쿠드리, 아나마리아 바르톨로메이, 카밀 코틴 등이 최종 캐스팅되었다. 영화 촬영은 프랑스 해안과 벨기에, 이탈리아 등지에서 이루어졌으며, 2024년 베를린 국제 영화제에서 첫 공개되어 심사위원상을 수상했다. 프랑스에서 극장 개봉을 시작으로 북미 지역에도 개봉될 예정이다. 평론가들의 반응은 다소 엇갈렸지만, 대체로 혼재된 평가를 받고 있다.

## 줄거리
브루노 뒤몽이 감독하고 각본을 쓴 2024년 SF 코미디 드라마 영화 <엠파이어>는 스타워즈 프랜차이즈와 할리우드 블록버스터를 패러디한 작품으로, 프랑스 북부를 배경으로 한다. 외계에서 온 두 세력이 프랑스 북부의 아름다운 해안 지역에서 종말론적 충돌을 일으키는 것이 주요 줄거리이다. 영화에는 라인, 제인, 여왕, 벨제뷔트 등 다양한 캐릭터들이 등장하며, 이들은 우주적 갈등에 휘말리게 된다.

## 출연
- 리나 쿠드리 - 라인
- 아나마리아 바르톨로메이 - 제인
- 카미유 코탱 - 여왕
- 파브리스 뤼키니 - 벨제부트
- 브랑동 블리그 - 조니
- 쥘리앵 마니에 - 루디
- 베르나르 프뤼보스트 - 밴더와이든
- 필리프 조르 - 카르팡티에